# Viù
Viù (Viù [vjy] in piemontese; Viù o Vieu in francoprovenzale) è un comune italiano di 1 108 abitanti della città metropolitana di Torino in Piemonte. È situato nell'omonima valle, una delle tre Valli di Lanzo, a una distanza di circa 40 chilometri a nord-ovest dal capoluogo piemontese.

## Geografia fisica
Il territorio del comune di Viù si è sviluppato in una conca naturale a cavallo del torrente Stura di Viù, affluente del fiume Stura di Lanzo. Tra i più vasti d'Italia, occupa una superficie di 8849 ettari; salvo rare eccezioni, si presenta abbastanza ripido, ricco di boschi, con una sensibile diminuzione, rispetto al passato, delle aree a prato. Il punto di massima altitudine è costituito dalla vetta del Ciarm del Prete (2.390 m), cima più alta dell'anfiteatro naturale della frazione dei Tornetti.
Essenze tipiche della zona sono il castagno selvatico e il faggio, di cui esistono esemplari di straordinarie dimensioni nella zona di Col San Giovanni. Non mancano alberi da frutto, in maggioranza meli, di cui si sta tentando un graduale recupero. Sul territorio del comune di Viù sono disseminate ben 34 frazioni, ancora tutte abitate, almeno nella stagione estiva.
Ricche foreste coprivano, anticamente, anche le rocce del Calcante ed i vecchi narravano che uno scoiattolo poteva scendere dalla cima dell'Uia fino alle case di Viù, di albero in albero, senza toccar terra. Cagione del disboscamento fu lo sfruttamento delle miniere di ferro per fondere e lavorare il metallo, specialmente per la fabbricazione dei chiodi. Frequente è ancor oggigiorno il nome di Chiovataro e ricordano le vecchie lavorazioni i nomi delle due frazioni Forno e Fucine. Anche le capre furono causa di scomparsa del bosco. Nel 1910 però si incominciò il rimboschimento di uno dei fianchi Sud del Calcante.

## Storia
Il territorio in cui sorge ora Viù è stato abitato sin dall'età preistorica, come attestato alcuni reperti neolitici e da alcune incisioni rupestri. Sembra anche che le miniere di ferro nella valle siano state sfruttate sin dai tempi antichi, e il nome della frazione Fucine deriva appunto da esse.
Dalla prima metà del XIV secolo le vicende storiche di Viù s'intrecciano con quelle dei Savoia, i quali assegnano il territorio su cui sorge dapprima agli Acaja, in seguito ad Amedeo VII, il Conte Rosso.
Nel 1633 il territorio passa sotto la guida di Ottavio Provana che diventa il primo conte di Viù.
All'inizio del '900, Viù iniziò ad essere frequentato dalla nobiltà torinese diventandone sede di villeggiatura.
Nel 1927 il comune si ampliò assorbendo quello di Col San Giovanni, che fino ad allora era rimasto autonomo.

Nel corso della resistenza il territorio comunale fu teatro di duri scontri tra i partigiani e le forze nazifasciste, durante i quali si ebbero numerose vittime.
La musica e la danza sono profondamente radicate nella cultura locale. Il canto spontaneo è una pratica viva e diffusa, mentre la courenta, una danza tradizionale, anima feste e celebrazioni, accompagnata da gruppi di ottoni

## Monumenti e luoghi d'interesse

### Il Grande Albergo Miramonti
Fra gli alberghi di Viù viene ricordato il Grande Albergo Miramonti il quale, nell'agosto del 1930, ospitò il Principe di Piemonte Umberto di Savoia.
L'albergo venne costruito sul sito dove sorgeva l'antico Albergo Marchis, detto il «Palazzotto del Roc», perché edificato su un gran masso che in parte non fu distrutto, e che spunta tuttora in una stanza a pian terreno: vi si legge sopra la seguente curiosa iscrizione:
«Nel 1856, di Viù un tal Catocchio - Fece il Palazzotto del Rocco - Ma all'inizio ogni cosa parve sì dura - Che si stufò di picchiare e alla meglio innalzò le mura. Un altro viucese, Marchis, nel millenovecento e tre - Riprese colla speranza di demolire a fumo di caffè - Ma tosto s'accorse quell'uomo dalla barba - Che tale impresa era troppo ardua. Infine i testardi di queste Valli montanare - Con tenacia vollero finire il macigno secolare - Nel novembre 1924 in polvere il rocco maligno - Ridussero Cargnino e Guglielmino».

### Il paese
Le case del paese si stringono attorno alla parrocchiale di San Martino, costruita nel 1782 su un tempio preesistente. Al suo interno, oltre all'altare maggiore (in stile barocco e di pregevole fattura), è possibile ammirare due altari barocchi di pregevole fattura ed altri nove altari laterali aggiunti nei primi anni del Novecento, una terracotta raffigurante la Crocifissione ed un busto del Marchese di Barolo.
Nella piazza della chiesa è situata una pietra delle fate, chiamata Pietra delle Madri o Masso Falchero. Essa è una roccia scolpita con tre figure antropomorfe, uno dei rarissimi esemplari esistenti in Italia. Sì ritiene che risalga all'Età del Ferro e rappresenti delle divinità ancestrali femminili.
Nel novembre 2002, durante la quarta edizione della "Fiera di San Martino", era stato posto nella piazza centrale del paese il grande Pinocchio in legno, costruito dal falegname locale Silvano Rocchietti: la copia del famoso burattino è alta 6,53 metri e pesante circa 40 quintali, con tanto di cartella e abbecedario. Si trattava della statua in legno su pezzo unico più alta d'Italia, anche se per questo primato non ha ottenuto il riconoscimento ufficiale da parte del Guinness dei primati. La statua è stata rimossa nel 2018.
Sulla strada provinciale che porta al comune si trovano le Porte di Viù, due monoliti calcarei alti una decina di metri, che rappresentano idealmente l'accesso alla Valle di Viù.
Di notevole interesse è pure la storica Villa Franchetti, con annesso parco, oggi proprietà privata, che costituisce la dimora più spettacolare e sontuosa di Viù. Costruita nel 1861 dal barone Raimondo Franchetti senior (1829-1905) per soggiornarvi con la moglie Sara Luisa Rotschild, è ispirata al modello dei grandi chalet svizzeri (imponente balconata lignea, tetto molto lungo con bassa pendenza). Ospitò illustri personalità dell'epoca, tra cui l'attrice Eleonora Duse e il compositore Giacomo Puccini.
Altro edificio caratteristico di particolare interesse è Villa Schiari eretta dal conte Giovan Battista Schiari, nobile sabaudo e cavaliere dell'Ordine dei Santi Maurizio e Lazzaro. Nella casa dimorò anche Silvio Pellico. Dai conti fu eretto per un ex voto, lateralmente alla villa oggi di proprietà degli oblati di Maria Vergine, un santuario dedicato alla Madonna de La Salette: al centro del santuario, alle spalle dell'altare, è presente un grande quadro raffigurante l'apparizione a Melania e Massimino.

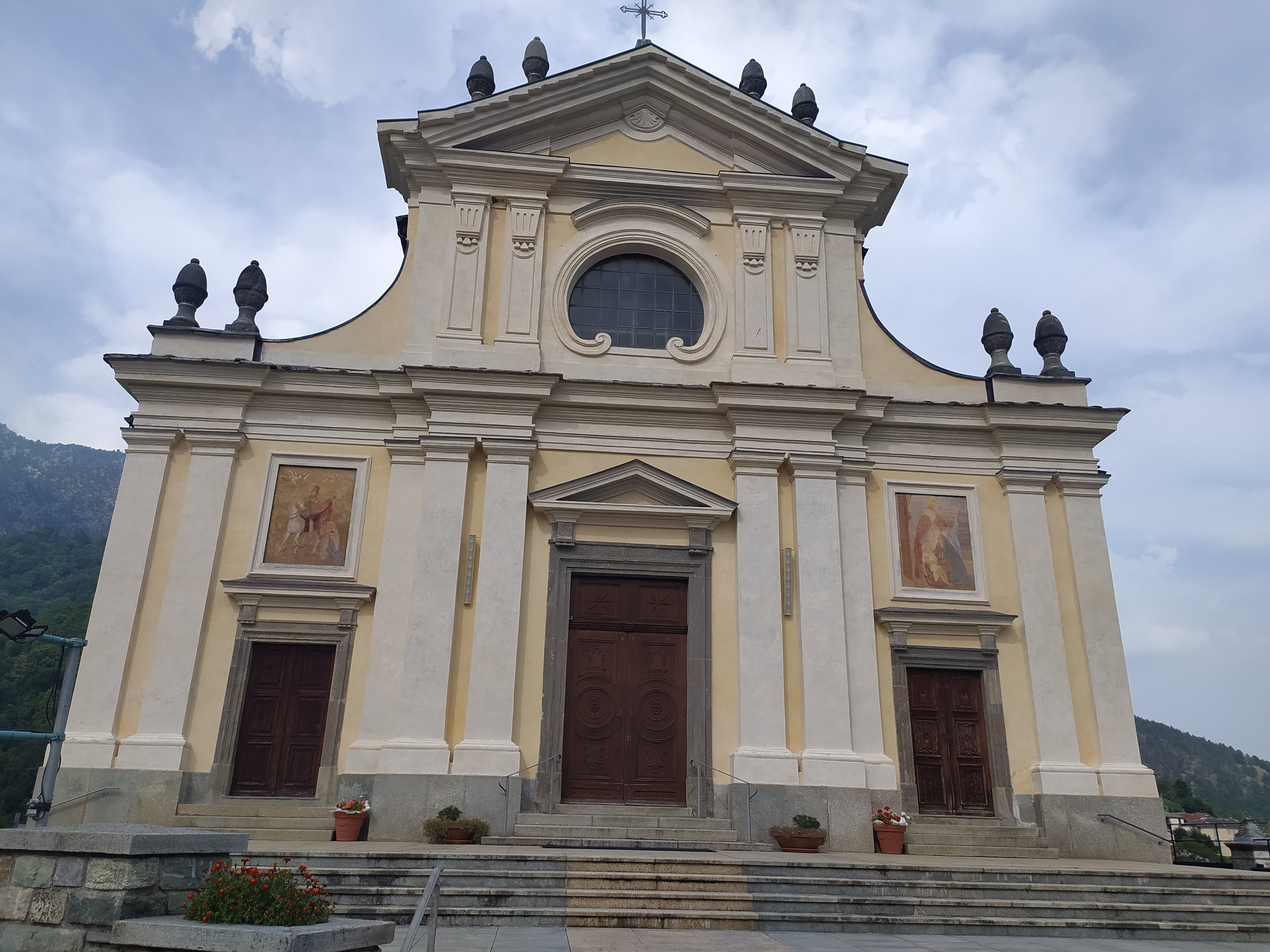
Parrocchiale San Martino
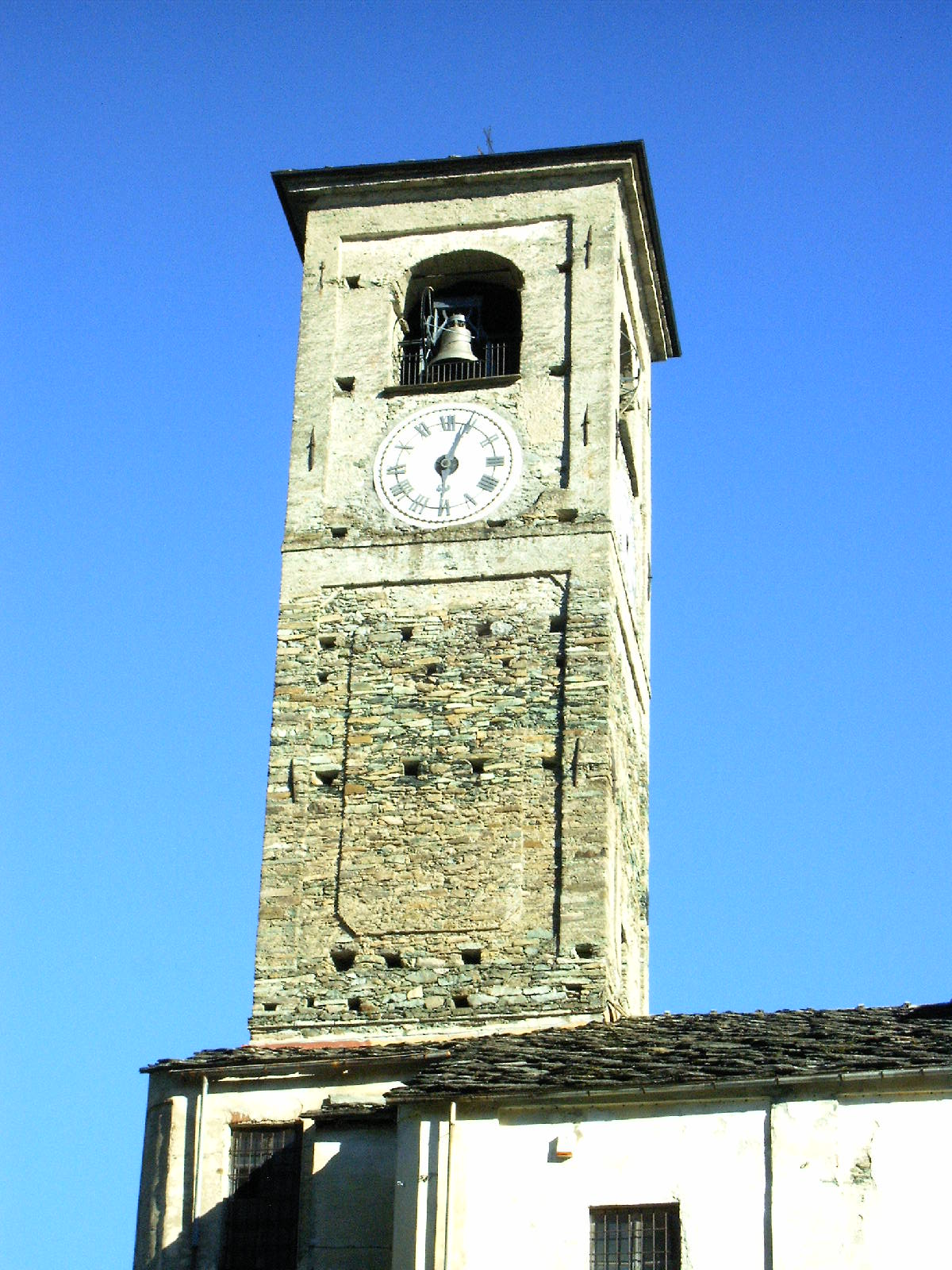
Il campanile della chiesa parrocchiale di Viù
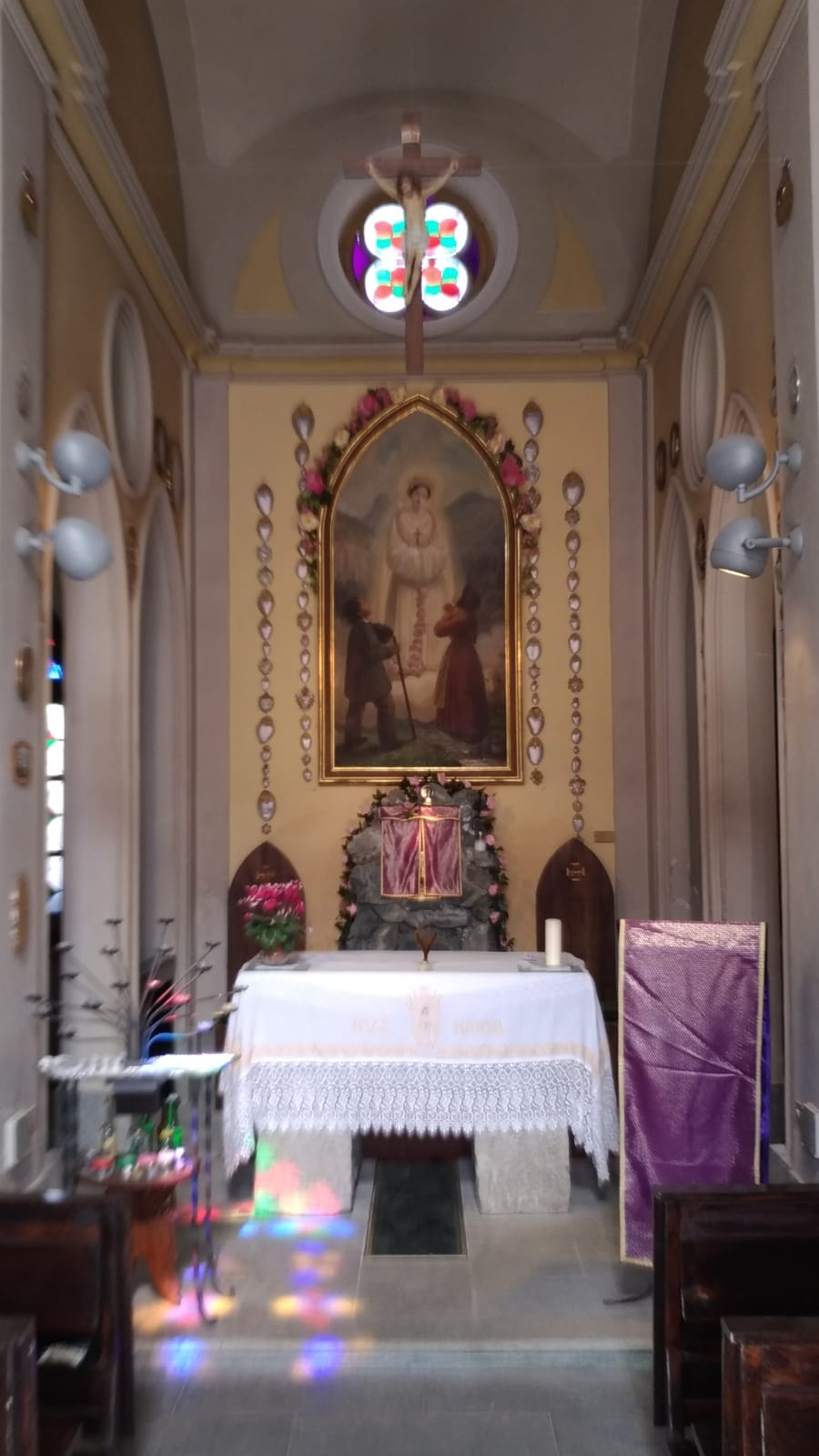
Il grande quadro dietro l'altare raffigurante l'apparizione de La Salette presso Villa Schiari
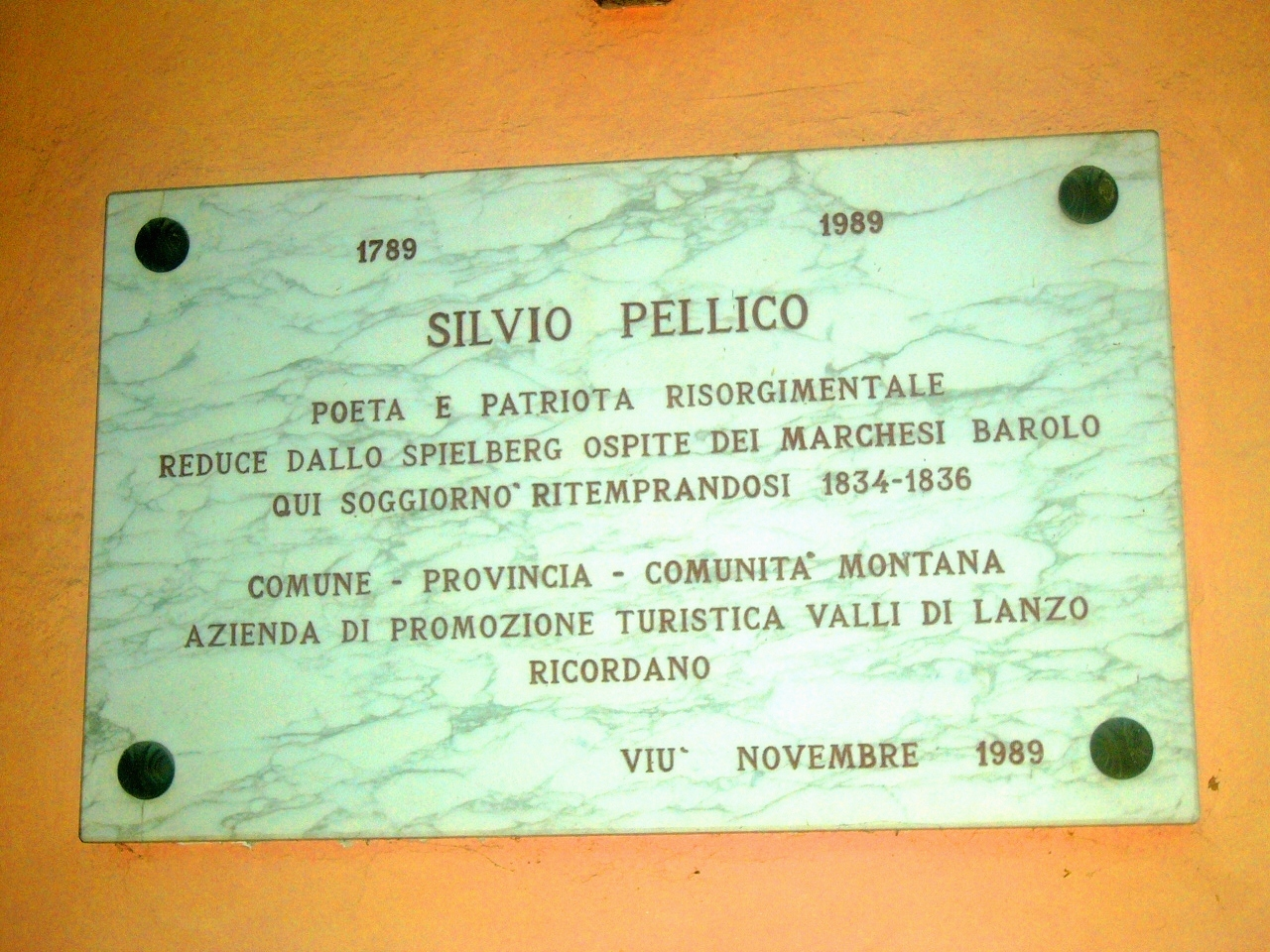
La targa commemorativa del passaggio di Silvio Pellico presso Villa Schiari

## Cultura

### Il Gran Premio Newton Bob Kart
Dal 1959 Viù è la sede del Gran Premio Newton Bob Kart, un evento nato dal desiderio di dar vita ad una competizione simile alle gare americane di soap box.
La prima edizione del gran premio di bob kart, di tipo goliardico, venne intitolata a Newton in quanto si trattava di veicoli fatti correre grazie alla forza di gravità. I primi mezzi nacquero in modi assai improvvisati mettendo insieme telai in legno con ruote fatte dello stesso materiale.
Negli anni settanta comparvero le prime modifiche ai mezzi: vennero realizzati bob in ferro con volante, ruote, freni delle vecchie Fiat 500 e roll-bar, con un numero sempre maggiore di ragazzi che puntualmente ogni anno davano vita a nuovi bob per contendersi l'ambito premio del migliore in classifica.
Nel 1980 vennero impartite nuove disposizioni per la costruzione dei mezzi: vennero introdotte le ruote delle "Mini", vennero date delle dimensioni per le ruote (minimo quelle dell'"Ape" e massimo quelle della "500").
Nel corso degli anni la competizione ha avuto un successo sempre più crescente, finché nel 2007 la competizione è entrata a far parte del calendario delle prove del Campionato Italiano Carts. Nel settembre 2009 e del 2023 è stato anche nel calendario delle prove del Campionato Europeo.

## Società

### Evoluzione demografica
Negli ultimi cento anni, a partire dal 1921, la popolazione residente è diminuita del 75%.
Abitanti censiti

## Amministrazione

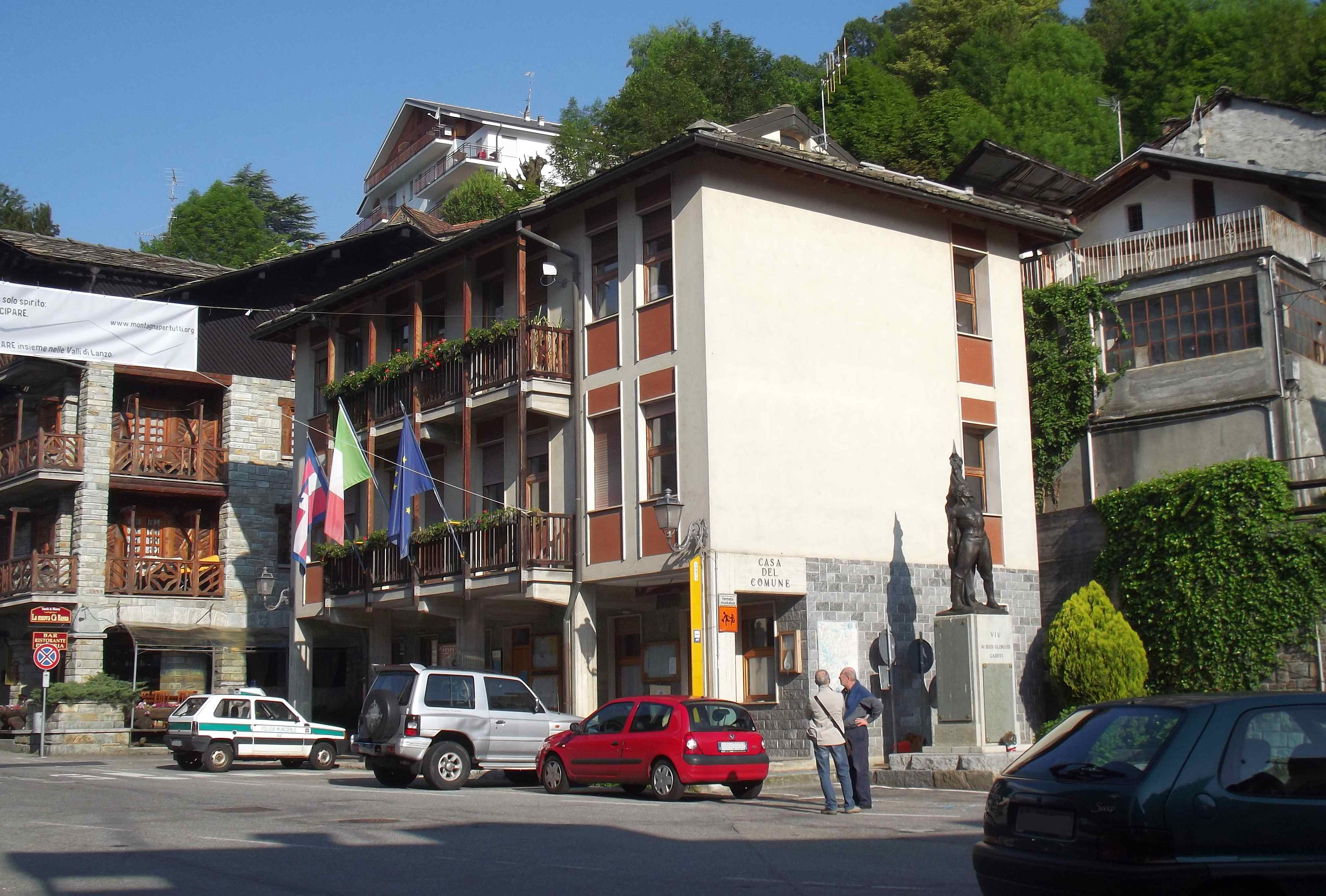
Il Municipio

| Periodo | Periodo   | Primo cittadino   | Partito      | Carica  | Note       |
| ------- | --------- | ----------------- | ------------ | ------- | ---------- |
| 1985    | 1990      | Enrico Fantasia   | lista civica | Sindaco |            |
| 1990    | 1999      | Giuseppe Fornelli | lista civica | Sindaco |            |
| 1999    | 2009      | Carlo Gabriele    | lista civica | Sindaco |            |
| 2009    | in carica | Daniela Majrano   | lista civica | Sindaco | IV mandato |

### Altre informazioni amministrative
Il comune fa parte dell'Unione dei Comuni montani delle Alpi Graie assieme ai comuni di Lemie, Usseglio (posti in Val di Viù), Rubiana (in Val di Susa) e Groscavallo (in Val Grande di Lanzo), separandosi così dagli altri comuni delle Valli di Lanzo che, fino al 2014, costituivano la dissolta Comunità montana Valli di Lanzo, Ceronda e Casternone